# Folk Song Symphony
Folk Song Symphony (Symfonie nr. 4) is een symfonie van Roy Harris, voltooid in 1940.

## Geschiedenis
Harris werd geboren in de staat Oklahoma, waar hij zijn jeugd doorbracht op de boerderij. Hij kreeg volksmuziek met de paplepel ingegoten door zijn moeder, die al spelend op de gitaar Amerikaanse volksliedjes voor en met hem zong. Later kreeg Harris zijn eigen boerderij in de staat New York en was al verder doorgedrongen in de Amerikaanse klassieke muziek, toen folkzangers soms zijn huis bevolkten en ook voor en met hem volksliedjes zongen. Een van die zangers was Alan Lomax, die samen met anderen volksliedjes zou bundelen tot Cowboy Songs and Other Frontier Ballads. Ook het boek The American Songboy van Sandberg verscheen in die dagen.
De Verenigde Staten waren toentertijd voornamelijk met zichzelf bezig, men probeerde wanhopig om buiten de Tweede Wereldoorlog te blijven totdat de aanval op Pearl Harbor daar op 7 december 1941 een eind aan maakte. In de toelichting schreef Harris, dat ten tijde van voltooiing Amerika diep betrokken zou zijn in die oorlog hetgeen dus nog niet zo was. Harris wilde de strijders overzee (vanuit Amerika gezien) steunen in hun strijd tegen nazi-Duitsland. Een dergelijke symfonie, met Amerikaanse volksliedjes en daarin ook nog verwerkt een negrospiritual zou bezet Europa natuurlijk nooit bereiken, alleen diegenen die in Engeland gestationeerd waren. De eerste uitvoering van wat eerst de Folksong Jamboree heette vond plaats op 26 april 1940 in Rochester (New York) onder leiding van collega-componist Howard Hanson met het American Festival Orchestra. De zangpartij voor het koor was daarbij dermate zwaar, dat Harris zich geroepen voelde twee instrumentale intermezzo's toe te voegen. Het totale werk kreeg derhalve haar première op 26 december 1940, orkest van dienst was toen het Cleveland Orchestra onder leiding van Rudolph Ringwall. Vervolgens zetten andere dirigenten het op de lessenaar; Serge Koussevitzky met het Boston Symphony Orchestra begin 1941 en Dimitri Mitropoulos op 31 december 1941 met zijn New York Philharmonic.

## Muziek
Harris maakte een toonzetting van een aantal volksmelodieën en kwam tot een zevendelige symfonie. De term symfonie moet hier breed getrokken worden, want de titel kwam alleen tot stand doordat de uitgeverij Schirmer een symfonie beter kon verkopen dan de oorspronkelijke Jamboree. De delen zijn:
1. First movement; folksong The Girl I Left Behind
2. Second movement: Western Cowboy met het droevige O Bury Me Not on the Lone Prairie gevolgd door Old Chisholm Trail en Laredo;
3. Third movement; eerste intermezzo voor strijkinstrumenten en percussie
4. Fourth movement: Mountaineer Love Song, liefdesliedje uit het zuiden van de VS, met een solo voor de hobo;
5. Fifth movement: instrumentaal Jump Up My Lady, klassieke muziek met fiddleachtige vioolpartijen;
6. Sixth movement: Negro Fantasy, twee spirituals Little Boy named David en The Trumpet Sounds It In My Soul; volgens de componist speciaal ingevoegd voor de Afro-Amerikanen, die meewerkten en meevochten;
7. Seventh movement: When Johnny Comes Marching Home, een logisch sluitstuk van de symfonie.

De muziek is door en door Amerikaans, een beetje neigend naar musicalmuziek en dan de country-and-westernvariant met een hoge dansbaarheid. Een vergelijking met de muziek van Aaron Coplands Howdown dringt aan ons op. De gezongen liederen zijn wel met klassiek getrainde stemmen gezongen, maar dat valt hier nauwelijks op, doordat de liederen voor bijna iedereen herkenbaar zijn. De critici waren lovend over dit werk, maar dat kan ook gezien worden in het tijdsgewricht. Men was in die dagen uiterst patriottisch ingesteld.

## Orkestratie
- gemengd koor
- 3 dwarsfluiten, 3 hobo’s, 4 klarinetten, 3 fagotten;
- 4 hoorns, 3 trompetten, 3 trombones, 1 tuba
- 1 stel pauken, percussie, piano en
- violen, altviolen, celli, contrabassen.

## Discografie
- Uitgave Vanguard Classics ; Het American Festival Orchestra and Chorus onder leiding van Vladimir Golschmann; een opname uit 1960
- Uitgave Naxos: Colorado Symphony met koor onder leiding van Marin Alsop;opname uit 2005.